# Linda Nilsson
Linda Nilsson, född 1974, är en svensk tidigare handbollsspelare, som spelade som högersexa.

## Klubblagsspel
Linda Nilsson började sin elitkarriär som spelare i Skara HF. Vid landslagsdebuten 1996 spelade hon för Skara HF, men bytte senare troligen säsongen 1998-1999 till Sävsjö HK. Nilsson var en god målgörare i elitserien och stod för över 100 mål under flera säsonger. Hon placerade sig bäst som tvåa i skytteligan 2000-2001 med 171 mål efter Li Ekroth, Stockholmspolisen, med 186 mål. Främsta nationella meriten är SM-guld med Sävsjö HK 1998-1999.

## Landslagsspel
Linda Nilsson spelade fyra ungdomslandskamper 1992-1993. Tre år senare debuterade hon i A-landslaget. Hennes debut var mot Norge i vänskapslandskamp som slutade 24-24 den 1 november 1996. Hon spelade sedan 61 A-landskamper och gjorde sin sista match i VM 2001 med det "leende landslaget". Det var hennes enda mästerskapsturnering. Enligt Aftonbladet var hon landslaget snabbaste spelare, en kontringsspecialist. Hon var med i truppen 2001 som komplement till Åsa Lundmark som var förstavalet på högerkanten. Sammanlagt stod hon för 65 mål i landslaget 1996-2001. Sydsvenskan beskrev Linda Nilsson med orden "Läser mycket böcker. Tystast i gruppen, men en smygare utanför liksom i handbollen."